# Urszula Ledóchowska
Urszula Ledóchowska, al secolo Julia Maria (Loosdorf, 17 aprile 1865 – Roma, 29 maggio 1939), fu una religiosa polacca, fondatrice della congregazione delle Suore Orsoline del Sacro Cuore di Gesù Agonizzante; nel 2003 è stata proclamata santa da papa Giovanni Paolo II.

## Biografia

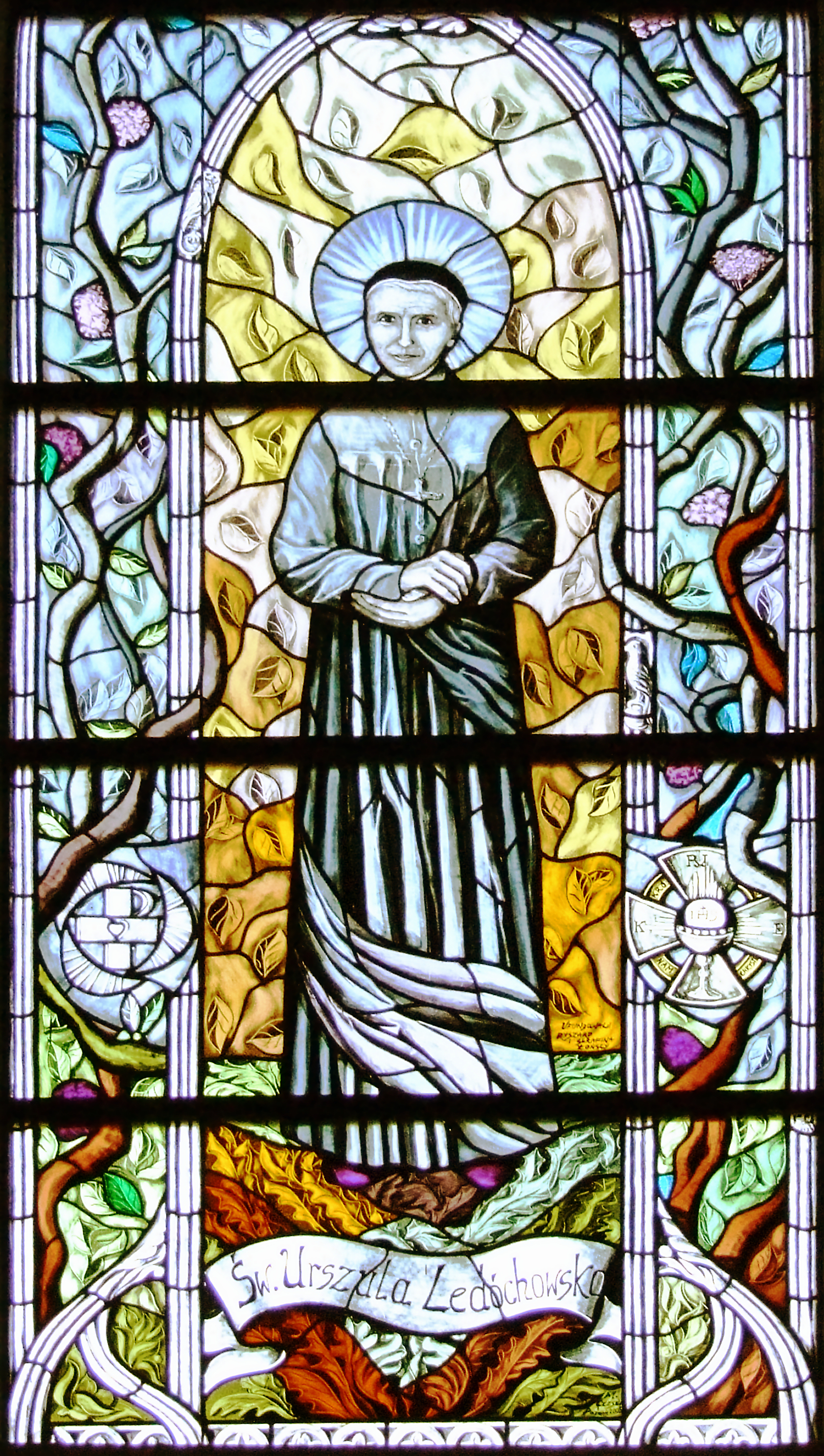
Sant'Urszula Ledóchowska in una vetrata della chiesa di Sant'Adalberto di Poznań

Giulia Maria Ledòchowska nacque a Loosdorf, in Austria, seconda di sette figli, da una nobile famiglia di origini polacche di illustri tradizioni religiose: lo zio Mieczysław era cardinale, il fratello Włodzimierz fu Preposito generale della Compagnia di Gesù e la sorella Maria Teresa fu fondatrice delle Suore Missionarie di San Pietro Claver e fu beatificata da papa Paolo VI nel 1975.
Il padre Antonio era un ufficiale dell'esercito austriaco, la madre Giuseppina era discendente di un'antica stirpe cavalleresca svizzera. Ben presto la sua famiglia si trasferì in Polonia nella tenuta di Lipnica Murowana, nei pressi di Cracovia.
Giulia era una ragazza brillante nella vita e negli studi, andava disinvoltamente a cavallo, conosceva le lingue e amava conversare con ospiti di rango che quasi ogni giorno facevano visita alla sua famiglia. A 21 anni ella disse ai genitori: "Madre, padre, ho deciso di restituire tutto l'amore che mi avete inculcato sin da quando ero bambina. Voglio consacrare la mia vita al Signore e possibilmente diventare Santa secondo i principi religiosi che mi avete insegnato".
Giulia decise di entrare nel convento delle Orsoline di Cracovia, e prese i voti nell'aprile 1889, decidendo di chiamarsi suor Orsola Maria, in omaggio alla Santa fondatrice dell'Ordine.
Trascorreva molte ore in adorazione davanti all'ostia consacrata, ma aveva anche grandi doti di educatrice: "Soltanto sulle ginocchia di una Santa madre si crescono i politici, i sacerdoti, gli uomini di domani" ripeteva sempre nelle conferenze che teneva a Cracovia. Alle mamme che le chiedevano consigli su come educare i propri figli, suor Orsola rispondeva: "Come i fiori hanno bisogno del sole, così i bambini hanno bisogno di serenità, di quella gioia che scaturisce dalla Fede e dall'amore di Dio". E ancora: "La famiglia è l'ambiente primo, il più importante e insostituibile, in cui l'uomo viene al mondo e si sviluppa. Il futuro dell'umanità, il futuro delle persone, sta tutto nell'educazione all'amore che hanno ricevuto dai loro genitori".
Quando nel 1903 in Polonia le donne acquisirono il diritto allo studio universitario, suor Orsola aprì, all'interno del convento di cui divenne madre superiora, il primo pensionato per studentesse, dove le ragazze potevano trovare non solo un posto sicuro per la vita e per lo studio, ma anche una solida formazione religiosa.
La sua intraprendenza si diffuse in tutta Europa: il parroco della chiesa di Santa Caterina, a San Pietroburgo, le affidò la direzione di un collegio femminile e lei, nonostante l'ambiente ostile al cattolicesimo, che la costringeva a vivere clandestinamente e a uscire in abiti borghesi per eludere la sorveglianza della polizia segreta, ne approfittò per fondare un istituto delle Orsoline. Lo stesso fece a Sortavale, in Finlandia, dove sperimentò un pensionato e una scuola all'aria aperta per ragazze cagionevoli di salute.
Alle soglie della prima guerra mondiale, Orsola, con cittadinanza polacca, di origine austriaca e di religione cattolica, divenne oggetto di persecuzione da parte della polizia russa, schierata nel conflitto sul fronte politico opposto. Orsola obbedì all'ordine giunto dal Vaticano di abbandonare la Russia, rifugiandosi prima in Svezia, a Stoccolma, dove fondò un'altra scuola, un pensionato e un giornale per i cattolici svedesi, che è pubblicato ancora, poi tre anni dopo in Danimarca, ad Aalborg, dove si occupò dei profughi polacchi finché, nel 1919, poté rientrare nel suo convento di origine.

## La fondazione della nuova congregazione
Nel 1920 suor Orsola scrisse una lettera a papa Benedetto XV, chiedendogli di potersi staccare dalla sua congregazione e fondarne un'altra. Ella scrisse :"Sua Santità, obbedendo al mio anelito interiore vi chiedo di trasformare il mio convento di cui sono superiora in un'autonoma congregazione. Pur mantenendo intatto lo spirito originario delle suore Orsoline, vorremmo che il nostro compito fosse soprattutto quello di assistere le giovani non abbienti e di prenderci cura dei poveri."
Il papa approvò, scrivendole: "Vi chiamerete Suore Orsoline del Sacro Cuore di Gesù agonizzante".
Nasceva così uno dei grandi rami dell'Ordine religioso fondato nel Sedicesimo secolo da sant'Angela Merici, al quale appartengono le monache chiamate Orsoline grigie in Polonia, e Suore Polacche in Italia.
Suor Orsola propose un nuovo tipo di apostolato alle consorelle, e cioè l'apostolato del sorriso. "Il sorriso dissipa le nuvole raccolte nell'animo, può infondere nuova speranza e dice che abbiamo un Padre che è sempre pronto a venire in nostro aiuto", spiegava.
La congregazione si allargò ben presto, fino a contare mille suore suddivise in cento istituti presenti ancora oggi in dodici paesi: Polonia, Italia, Francia, Finlandia, Germania, Ucraina, Bielorussia, Canada, Argentina, Brasile, Tanzania e Filippine.
Nel 1928 aprì la casa madre di Roma e cominciò a girare per i poveri sobborghi della capitale, distribuendo sorrisi e aiuti materiali e spirituali, e infondendo la speranza per un futuro migliore.
Morì improvvisamente proprio a Roma, il 29 maggio 1939, a 74 anni. "Mi raccolgo in preghiera nella mia camera", aveva detto alle consorelle, con il fisico debilitato dai frequenti viaggi. Le suore, non vedendola scendere per i Vespri, bussarono alla sua porta e la trovarono morta, con la corona del Rosario in mano.

## Il miracolo e il culto
Dopo la morte di madre Orsola, molte persone dichiararono di avere ricevuto grazie attraverso la sua intercessione. Ma a farle raggiungere la santità fu quanto accaduto a Daniel Gajewski, un ragazzo di 14 anni che, il 2 agosto 1996, nel convento delle Orsoline di Ożarów Mazowiecki, vicino a Varsavia, mentre stava tagliando con una falciatrice elettrica l'erba, bagnata a causa di una tempesta avvenuta la notte precedente, rimase folgorato da una scarica elettrica. Prima di perdere i sensi aveva visto una suora strapparlo dal cavo elettrico, identificata successivamente con la beata madre Orsola.
Avviata l'inchiesta diocesana, una commissione di medici e di tecnici riconobbe che la salvezza del ragazzo non poteva essere spiegata con cause naturali. Il 23 aprile 2002 fu promulgato il decreto, secondo il quale Daniel Gajewski si era salvato in modo miracoloso per intercessione della beata Orsola Ledóchowska. Il 18 maggio 2003 papa Giovanni Paolo II la proclamò santa, affermando inoltre: "Sant'Orsola è un'anima eucaristica che ha fatto diventare straordinario l'ordinario, perenne il quotidiano, santo il banale. Da lei possiamo imparare come mettere in pratica ogni giorno il comandamento nuovo dell'amore".
La memoria liturgica ricorre il 29 maggio.